# Volvo S40/V40
Volvo S40/V40 byl automobil nižší střední třídy. Vyráběn byl v letech 1995 až 2004 spolu s Mitsubishi Carisma ve společném závodě NedCar v nizozemském Bornu. Označení S40 se užívalo pro čtyřdveřový sedan, V40 pak pro pětidveřové kombi. V roce 1997 prošel automobil nárazovými testy Euro NCAP, kde obdržel 4 hvězdičky z 5 možných. Mezi další nespornou výhodu patří i velice kvalitní antikorozní ochrana.

## Motory

### Zážehové
- 1,6 77 kW (B4164S)
- 1,6 80 kW (B4164S2)
- 1,8 85 kW (B4184S)
- 1,8 90 kW (B4184S2)
- 1,8i 90 kW (B4184SJ) - motor Mitsubishi
- 1,8i 92 kW (B4184SM) - motor Mitsubishi
- 1,9 T4 147 kW (B4194T)
- 1,9 T4 147 kW (B4194T2)
- 2,0 103 kW (B4204S)
- 2,0 100 kW (B4204S2)
- 2,0 T 118 kW (B4204T2)
- 2,0 T 121 kW, později 120 kW (B4204T3)
- 2,0 T4 147 kW (B4204T5)

### Vznětové
O pohon naftových verzí se staraly následující motory od Renaultu.
- 1,9 TD 66 kW (D4192T, F8Q)
- 1,9 DI 70 kW (D4192T2, F9Q)
- 1,9 D 75 kW (D4192T4, F9Q)
- 1,9 D 85 kW (D4192T3, F9Q)

## Galerie

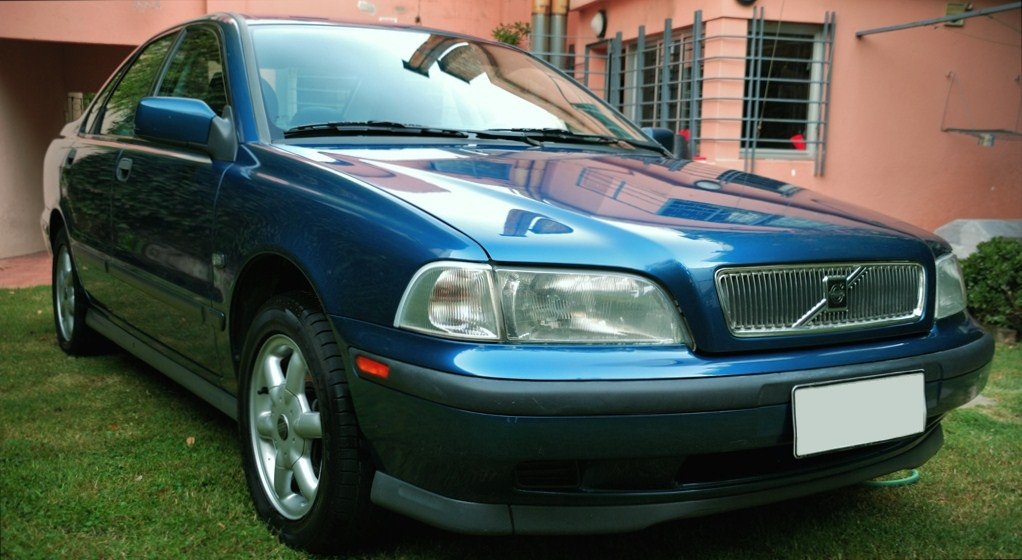
Volvo S40
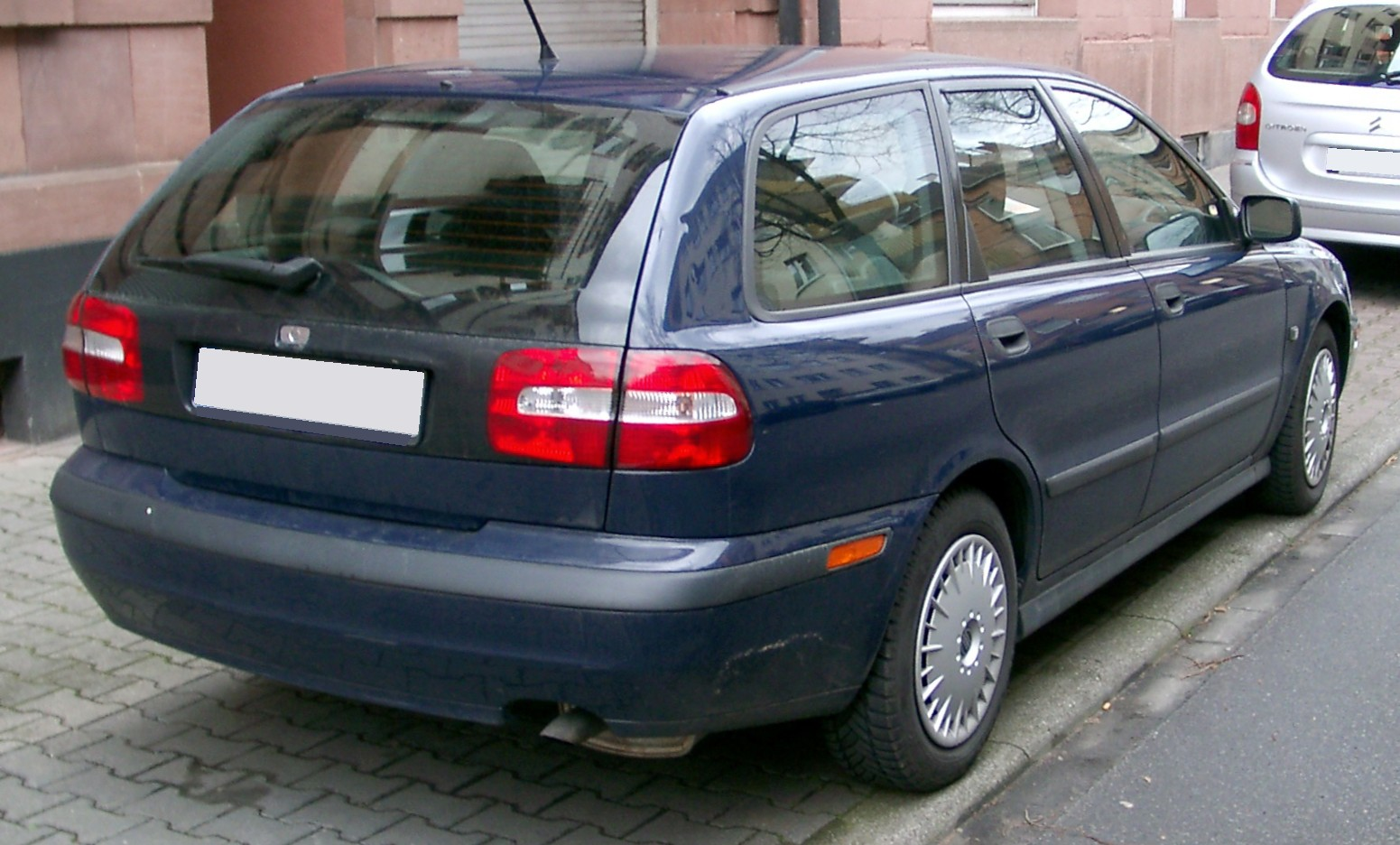
Volvo V40